# Estadi Brigadier General Estanislao López
L'Estadi Brigadier General Estanislao Lopez, també conegut com El Cementerio de Los Elefantes és un estadi de futbol de la ciutat de Santa Fe, a l'Argentina.
És la seu del Club Atlético Colón. Té una capacitat per a 40.000 espectadors i fou inaugurat el 9 de juliol de 1946.